# Jacinto Tomás de Carvalho Botelho
Jacinto Tomás de Carvalho Botelho (ur. 11 września 1935 w Vila da Rua) – portugalski duchowny katolicki, biskup diecezji Lamego w latach 2000-2011.

## Życiorys
Święcenia kapłańskie przyjął 15 sierpnia 1958. Po uzyskaniu tytułu licencjata z historii Kościoła na rzymskim Papieskim Uniwersytecie Gregoriańskim został wykładowcą tego przedmiotu w seminarium w Lamego. W latach 1990–1995 był wikariuszem generalnym diecezji Lamego.

### Episkopat
31 października 1995 roku został mianowany przez papieża Jana Pawła II biskupem pomocniczym Bragi ze stolicą tytularną Tacia Montana. Sakry biskupiej udzielił mu 20 stycznia następnego roku ówczesny metropolita tejże archidiecezji, Eurico Dias Nogueira.
20 stycznia 2000 został mianowany biskupem diecezjalnym Lamego.
19 listopada 2011 przeszedł na emeryturę.